# Jensen Plowright
Jensen Plowright (Melbourne, 14 mei 2000) is een Australisch baan- en wegwielrenner die sinds 2023 rijdt voor Alpecin-Deceuninck.

## Carrière
In januari 2019 won Plowright de derde etappe in de New Zealand Cycle Classic. Een jaar later won hij opnieuw de derde etappe in de New Zealand Cycle Classic.

## Palmares

### Baanwielrennen
| Jaar     | AK                                 | OK                   | WK       | Overig   |
| Junioren | Junioren                           | Junioren             | Junioren | Junioren |
| -------- | ---------------------------------- | -------------------- | -------- | -------- |
| 2017     | ploegenachtervolging · scratch     |                      |          |          |
| 2018     | omnium                             |                      |          |          |
| Elite    |                                    |                      |          |          |
| 2019     |                                    | ploegenachtervolging |          |          |
| 2020     | puntenkoers · scratch              |                      |          |          |
| 2021     | omnium · puntenkoers · koppelkoers |                      |          |          |

### Wegwielrennen
2017
 Australisch kampioenschap op de weg, junioren
2019
3e etappe New Zealand Cycle Classic
2020
3e etappe New Zealand Cycle Classic
2021
Melbourne to Warrnambool Cycling Classic
2022
Youngster Coast Challenge
2e etappe Le Triptyque des Monts et Châteaux
Etappe 3b Flanders Tomorrow Tour
2024
 Australisch kampioenschap criterium
1e en 5e etappe Ronde van het Qinghaimeer
2025
Omloop van het Waasland

#### Resultaten in voornaamste wedstrijden
| Jaar | Ronde van Italië | Ronde van Frankrijk | Ronde van Spanje |
| ---- | ---------------- | ------------------- | ---------------- |
| 2023 |                  |                     |                  |
| 2024 |                  |                     |                  |
| 2025 | 158e             |                     |                  |

| Jaar | Bredene Koksijde Classic |
| ---- | ------------------------ |
| 2023 | 28e                      |
| 2024 | 25e                      |
| 2025 |                          |

## Ploegen
- 2019 –  Drapac EF p/b Cannondale Holistic Development Team
- 2020 –  Team BridgeLane
- 2021 –  Team BridgeLane
- 2022 –  Equipe continentale Groupama-FDJ
- 2023 –  Alpecin-Deceuninck
- 2024 –  Alpecin-Deceuninck
- 2025 –  Alpecin-Deceuninck

Ballerstedt · Bayer · Conci · De Bondt · Dillier · Gaze · Ghys · Gogl · Groves · Hermans · Janssens · Kragh Andersen · Krieger · Leysen · Mareczko · Meurisse · Oldani · Osborne · Philipsen · Planckaert · Plowright · Rickaert · Riesebeek · Sbaragli · Sinkeldam · Stannard · Taminiaux · Van Den Bossche · van der Poel  · Vermeersch
Ballerstedt · Bayer · Boven · Conci · Dillier · Gaze · Ghys · Gogl · Groves · Hermans · Hollmann · Janssens · Kielich · Kragh Andersen · Laurance · Leysen · Meurisse · Osborne · Philipsen · Planckaert · Plowright · Rickaert · Riesebeek · Sinkeldam · Uhlig · Van Den Bossche · van der Poel  · Van Tricht · Vergallito · Vermeersch
Bayer · Boven · Debruyne · Dehairs · Del Grosso · Dillier · Gaze · Ghys · Glivar · Gogl · Groves · Hermans · Hollmann · Janssens · Kielich · Meurisse · Philipsen · Planckaert · Plowright · Price-Pejtersen · Rickaert · Riesebeek · Uhlig · Van Den Bossche · van der Poel · Van Tricht · Vergallito · Vermeersch